# ضرغام إسماعيل
ضرغام إسماعيل داوود القريشي (مواليد 23 مايو 1994) هو لاعب كرة قدم عراقي يلعب حاليا في نادي الخالدية البحريني والمنتخب العراقي. تأهل مع المنتخب العراقي إلى نهائيات كأس الخليج العربي، وكانت غيرته على بلاده سببا لشهرته في العراق. وقد تأهل مع منتخب العراق للشباب إلى نهائيات كأس العالم للشباب تحت 20-عاماً المقامة في تركيا عام 2013، وكان منتخب العراق للشباب على بعد خطوة واحدة للبلوغ إلى النهائي ولكن لن يحالفهم الحظ في الركلات الترجيحية ضد الأروغواي وخرج منتخب العراق للشباب من النصف النهائي وقد تأهل المنتخب إلى كأس اسيا 2015 في أستراليا. وشارك مع المنتخب الوطني العراقي في كاس الخليج 21، وقد سجل هدفاً في مرمى اليمن في البطولة، ولعب بعض مباريات تصفيات كاس العالم 2014 في البرازيل. و قد شارك ببطولة كاس أمم آسيا المقامة في أستراليا وقد أبدى فيها أفضل أداء وخاصة في مباراة العراق وإيران فقد نال جائزة أفضل لاعب في المباراة.

## المسيرة الرياضية

### الأندية
ولد ضرغام إسماعيل في 23 مايو 1994 في مدينة العمارة بمحافظة ميسان جنوب شرق العراق. لقد مثل ضرغام العراق في منتخبات تحت 17 سنة وتحت 19 سنة وتحت 23 سنة والكبار.
انضم الظهير الأيسر إلى نظام شباب الاتحاد العراقي لكرة القدم في عام 2010 بعد أن اصطحبه عضو الاتحاد يحيى زغير سكرتير نادي نفط ميسان حيث كان لاعبا شابا إلى مدرب منتخب العراق للشباب تحت 17 عاما موفق حسين وقدمه على أنه "لاعب من مدينة الصدر" مدينة داخل مدينة في العاصمة العراقية بغداد. في نوفمبر 2010 وقع إسماعيل عقدا مدته خمس سنوات مع نادي الشرطة عندما كان يبلغ من العمر 16 عاما.
كان ضرغام لاعب كرة قدم من محافظة ميسان ولعقود طويلة سيطر لاعبو بغداد على منتخبات العراق للفئات السنية وذلك بسبب التحيز ضد المواهب المحلية والقرب من منشآت تدريب منتخبات الشباب في العاصمة العراقية ووجود قلة من المدربين يبحثون في جميع أنحاء البلاد عن المواهب الجديدة. ربما كان يحيى زغير يعتقد أنه كان من الأفضل أن يتم تصنيف ضرغام كلاعب من بغداد بدلا من مواجهة التحيز القادم من المحافظات الأخرى. بعد ذلك بعامين كان المدافع الموهوب في الجانب الأيسر هو نجم منتخب تحت 17 عاما مرتديا الرقم 9 وأجرى معه مذيع قناة إم بي سي حيدر الوتار مقابلة معه وأشاد به.
في 20 نوفمبر 2010 انتقل إسماعيل من نفط ميسان إلى الشرطة العراقي (الدوري الممتاز) في صفقة انتقال حر. في موسمه الأول 2010-2011 وفي بطولة الدوري الممتاز ساهم في احتلال فريقه المركز الثامن في المجموعة الأولى بفارق الأهداف عن منطقة الهبوط.
في موسمه الثاني 2011-2012 وفي بطولة الدوري الممتاز ساهم في احتلال فريقه المركز السابع بفارق 15 نقطة عن صاحب المركز الثالث القوة الجوية المؤهلة إلى دوري أبطال العرب. وفي بطولة كأس الاتحاد الآسيوي خرج من المرحلة الأولى عندما خسر في الدور الربع النهائي من نادي تشونبوري التايلندي 4-5 في مجموع المباراتين.
في موسمه الثالث 2012-2013 وفي بطولة الدوري الممتاز ساهم في تتويج فريقه بالبطولة بعدما تصدر الترتيب بفارق نقطتين عن وصيفه إربيل وليحقق إسماعيل أولى بطولاته مع الأندية. وفي بطولة كأس العراق توقفت البطولة ثم ألغيت. وفي بطولة كأس الاتحاد الآسيوي ساهم في وصول فريقه إلى الدور الربع النهائي حينها خسر من القادسية الكويتي بأفضلية الأهداف خارج الأرض بعد التعادل 2-2 في مجموع المباراتين.
في موسمه الرابع 2013-2014 وبعد بداية بطولة الدوري الممتاز بدأ الوضع في العراق بسبب الحرب مع داعش في التدهور مع نهاية ربيع 2014 مع تزايد الاضطرابات في البلاد مما تسبب في صعوبات سفر ومخاوف بشأن جدوى جدولة المواعيد المتبقية خاصة مع اقتراب شهر رمضان. في 18 يونيو 2014 بعد نهاية الجولة 23 من 30 أعلن الاتحاد العراقي لكرة القدم في بيان رسمي أنه قرر إنهاء الدوري في مرحلته الحالية واعتبار جدول الدوري نهائيا دون أن يهبط أي فريق. لم يتم تتويج صاحب المركز الأول الشرطة وصاحب المركز الثاني أربيل كبطل ووصيف على التوالي ولكن تم اعتبارهما كذلك فقط لغرض السماح بالمشاركة في كأس الاتحاد الآسيوي. وفي بطولة كأس الاتحاد الآسيوي فشل فريقه في التأهل إلى الدور 16 بعدما احتل المركز الثالث في المجموعة الثالثة بفارق 4 نقاط عن صاحب المركز الثاني الحد البحريني.
في موسمه الخامس والأخير 2014-2015 وفي بطولة الدوري الممتاز ساهم في تصدر فريقه المجموعة الأولى وبالتالي تأهل إلى دوري النخبة حيث احتل المركز الثاني في المجموعة الأولى بفارق 4 نقاط عن المتصدر نفط الوسط وبالتالي انتقل للعب على تحديد صاحب المركز الثالث أمام الميناء الذي انسحب. وفي بطولة كأس الاتحاد الآسيوي ساهم في تصدر فريقه المجموعة الثانية على حساب الجزيرة الأردني وترجي واد النيص الفلسطيني والحد البحريني وبالتالي تأهل إلى الدور 16 حيث خسر على أرضه من الكويت الكويتي 0-2.
في 6 أغسطس 2015 انتقل إسماعيل من الشرطة إلى تشايكور ريزه سبور التركي (الدوري الممتاز) في صفقة انتقال حر. في موسمه الأول 2015-2016 وفي بطولة الدوري الممتاز ساهم في احتلال فريقه المركز الثالث عشر بفارق 6 نقاط عن منطقة الهبوط. وفي بطولة كأس تركيا ساهم في وصول فريقه إلى الدور النصف النهائي عندما خسر من غلطة سراي 1-3 في مجموع المباراتين.
في موسمه الثاني 2016-2017 وفي بطولة الدوري الممتاز ساهم في احتلال فريقه المركز السادس عشر بفارق نقطتين عن منطقة الأمان وبالتالي هبط إلى الدرجة الأولى. وفي بطولة كأس تركيا ساهم في وصول فريقه إلى الدور الربع النهائي عندما خسر من قاسم باشا 2-4 في مجموع المباراتين.
في موسمه الثالث 2017-2018 وفي بطولة دوري الدرجة الأولى ساهم في تتويج فريقه بالبطولة بعدما تصدر الترتيب بفارق 6 نقاط عن وصيفه أنقرة غوجو وبالتالي صعد إلى الدوري الممتاز وليحقق إسماعيل ثاني بطولاته مع الأندية. وفي بطولة كأس تركيا ساهم في وصول فريقه إلى الدور التمهيدي الرابع عندما خسر من قهرمان سبور 0-1.
في موسمه الرابع والأخير 2018-2019 وفي بطولة الدوري الممتاز ساهم في حصد فريقه 12 نقطة من 17 مباراة محتلا المركز الثامن عشر الأخير. وفي بطولة كأس تركيا ساهم في وصول فريقه إلى الدور 32 عندما خسر من بالق أسير سبور 1-3 في مجموع المباراتين. في 14 ديسمبر 2018 إسماعيل ارتباطه بنادي تشايكور ريزه سبور بالتراضي بعد أن تنازل عن مستحقاته المالية ليصبح حرا في الانتقال لأي ناد بدون شروط. وأعلن إسماعيل عبر حسابه على الإنستجرام نهاية مشواره مع تشايكور ريزه سبور بعد أن أبعدته الإصابة عن المشاركة مع فريقه بالدوري التركي والتي لحقت به خلال الموسم ما تطلب تدخلا جراحيا قبل أشهر عدة. ويمر إسماعيل بحالة الاستشفاء ويخوض تدريبات تأهيلية استعدادا لعودته إلى الملاعب.
في 1 يناير 2019 انتقل إسماعيل من تشايكور ريزه سبور إلى الشرطة العراقي (الدوري الممتاز) في صفقة انتقال حر. في موسمه الأول 2018-2019 وفي بطولة الدوري الممتاز ساهم في تتويج فريقه بالبطولة بعدما تصدر الترتيب بفارق 5 نقاط عن وصيفه القوة الجوية وليحقق إسماعيل ثالث بطولاته مع الأندية. وفي بطولة كأس العراق خرج فريقه من المرحلة الأولى عندما خسر من الكهرباء 1-2 في مجموع المباراتين.
في موسمه الثاني والأخير 2019-2020 بدأ الموسم في 18 سبتمبر 2019 ولكن تم تأجيله بعد 23 أكتوبر 2019 بسبب تظاهرات تشرين مع لعب مباريات من الجولات الأربع الأولى. في 25 يناير 2020 ومع انسحاب خمسة فرق من الفرق العشرين التي بدأت الموسم قرر الاتحاد العراقي لكرة القدم إلغاء نتائج جميع المباريات التي خاضت حتى الآن وعدم إقصاء أي فرق في نهاية هذا الموسم. تم استئناف الدوري في 16 فبراير 2020 كبطولة واحدة من الدور ربع النهائي. تم لعب مباريات من الجولات الخمس الأولى من الموسم المستأنف ولكن تم تأجيل الموسم بعد 10 مارس 2020 بسبب انتشار جائحة كورونا وتم إلغاؤه رسميا في 3 يونيو 2020. تم استخدام نتائج موسم 2018-19 لتحديد الفرق التي تأهلت لدوري أبطال آسيا 2021. وفي بطولة كأس العراق بدأت البطولة في 12 سبتمبر 2019 ولكن تم إلغاؤها خلال دور 32 بسبب انتشار جائحة كورونا. وفي بطولة كأس السوبر العراقي ساهم في تتويج فريقه بالبطولة بعدما تغلب على بركلات الترجيح وليحقق إسماعيل رابع بطولاته مع الأندية. وفي بطولة كأس العرب للأندية الأبطال ساهم في وصول فريقه إلى الدور الربع النهائي عندما خسر من الشباب السعودي 0-7 في مجموع المباراتين.
في 1 يوليو 2020 انتقل إسماعيل من الشرطة إلى الزوراء العراقي (الدوري الممتاز) في صفقة انتقال حر. في موسمه الوحيد 2020-2021 وفي بطولة الدوري الممتاز ساهم في احتلال فريقه المركز الثاني الوصيف بفارق 8 نقاط عن البطل القوة الجوية. وفي بطولة كأس العراق خرج وصول فريقه إلى المباراة النهائية حينها خسر من القوة الجوية بركلات الترجيح. وفي بطولة دوري أبطال آسيا خرج فريقه من مباراته الأولى عندما خسر في الدور التمهيدي الثاني من الوحدة الإماراتي 1-2.
في 6 أغسطس 2021 انتقل إسماعيل من الزوراء إلى القوة الجوية العراقي (الدوري الممتاز) في صفقة انتقال حر. في موسمه الوحيد 2021-2022 وفي بطولة الدوري الممتاز ساهم في احتلال فريقه المركز الثاني الوصيف بفارق 21 نقطة عن البطل الشرطة. وفي بطولة كأس العراق ساهم في وصول فريقه إلى الدور الربع النهائي حينها خسر من الزوراء 1-2. وفي بطولة كأس السوبر العراقي خسر فريقه من الزوراء 0-1. وفي بطولة دوري أبطال آسيا فشل فريقه في التأهل إلى الدور 16 عندما احتل المركز الثالث في المجموعة الثانية بفارق 9 نقاط عن المتصدر الشباب السعودي.
في 12 يوليو 2022 انتقل إسماعيل من القوة الجوية إلى الطلبة العراقي (الدوري الممتاز) في صفقة انتقال حر. في موسمه الوحيد 2022-2023 وفي بطولة الدوري الممتاز ساهم في احتلال فريقه المركز الرابع بفارق 16 نقطة عن البطل الشرطة. وفي بطولة كأس العراق ساهم في وصول فريقه إلى الدور الربع النهائي حينها خسر من الكرخ بركلات الترجيح.
في 28 يوليو 2023 انتقل إسماعيل من الطلبة إلى الخالدية البحريني (الدوري الممتاز) في صفقة انتقال حر.

### المنتخبات

#### العراق تحت 17 سنة
كانت أول بطولة دولية لإسماعيل مع منتخب العراق تحت 17 سنة لكرة القدم هي بطولة اتحاد غرب آسيا تحت 16 سنة 2009 حيث حل العراق بالمركز الثالث وهو أول إنجاز دولي لإسماعيل. في بطولة آسيا للناشئين تحت 16 عاما 2010 سجل إسماعيل هدفه الدولي الأول في 27 أكتوبر 2010 ضد الكويت عندما فاز العراق 3-0.

#### العراق تحت 20 سنة
كانت أول بطولة لإسماعيل مع منتخب العراق تحت 20 سنة هي بطولة كأس العرب للمنتخبات تحت 20 سنة 2011 حيث لم يتخط العراق دور المجموعات.
على الرغم من أنه لم يكن مدرجا في تشكيلة بطولة آسيا للشباب تحت 19 عاما 2012 كان إسماعيل جزءا من تشكيلة منتخب العراق المشارك في بطولة كأس العرب للمنتخبات تحت 20 سنة 2012 حيث سجل هدفا ضد سوريا لكن العراق احتل المركز الأخير في المجموعة الثالثة.
تم ضم إسماعيل إلى تشكيلة منتخب العراق المشارك في بطولة كأس العالم تحت 20 سنة لكرة القدم 2013 في تركيا حيث لعب كظهير أيسر. تم استبداله بعمار عبد الحسين في المباراة الأولى ضد إنجلترا وتم استبداله بمهدي كامل ضد مصر وتم استبداله مجددا في الشوط الأول بعبد الحسين ضد باراغواي. بعد أن دخل بديلا في الدقيقة 112 سجل إسماعيل ركلة الجزاء خلال ركلات الترجيح ضد كوريا الجنوبية في الدور الربع النهائي. لم يلعب في الدور النصف النهائي حيث خسر العراق لكنه بدأ أساسيا في مباراة تحديد المركز الثالث أمام غانا حيث خسروا 0-3.

#### العراق تحت 23 سنة
كانت بطولة إسماعيل الأولى مع منتخب العراق تحت 23 سنة هي بطولة آسيا تحت 22 سنة لكرة القدم 2013 في عمان. بدأ أساسيا في جميع المباريات الست التي خاضها العراق وسجل هدفا في المباراة الأولى ضد السعودية في مباراة انتهت بفوز العراق 3-1 وصنع هدف ضد أوزبكستان. فاز العراق بالمباراة النهائية على السعودية محققا البطولة التي كانت أول بطولة دولية لإسماعيل.
في دورة الألعاب الآسيوية 2014 لعب إسماعيل 5 مباريات وغاب عن مباراتين. في جميع المباريات التي خاضها لم يلعب إسماعيل مباراة كاملة حيث تم دخل بديلا في الدقيقة 60 ضد النيبال ودخل بديلا في الدقيقة 75 ضد الكويت واستبدل في الدقيقة 75 ضد طاجيكستان واستبدل في الدقيقة 30 ضد السعودية ودخل بديلا في الدقيقة 86 ضد تايلاند ونال العراق الميدالية البرونزية.

#### العراق
في يناير 2013 قرر المدرب العراقي حكيم شاكر استدعاء إسماعيل (18 سنة) للانضمام إلى تشكيلة منتخب العراق المشارك في بطولة كأس الخليج العربي 21 في البحرين حيث لعب أول مباراة دولية له أمام اليمن واستطاع تسجيل أهدف هدف دولي له أيضا وانتهت المباراة بفوز العراق 2-0 وبالتالي تصدر العراق المجموعة الثانية والتأهل إلى الدور النصف النهائي أمام البحرين المستضيف ودخل إسماعيل بديلا عن حمادي أحمد وساهم في فوز العراق بركلات الترجيح ليتأهل إلى المباراة النهائية حيث واجه الإمارات ودخل بديلا مكان زميله أحمد ياسين وخسر العراق 1-2 في الوقت الإضافي.
في تصفيات كأس آسيا 2015 وتحت قيادة المدرب الصربي فلاديمير بتروفيتش ثم الوطني حكيم شاكر شارك إسماعيل في 3 مباريات وساهم في فوز العراق على إندونيسيا مرتين والخسارة من السعودية وبالتالي احتل العراق المركز الثاني في المجموعة الرابعة وتأهل إلى نهائيات البطولة.
في تصفيات كأس العالم 2014 – آسيا المرحلة الرابعة قرر بيتروفيتش إشراك إسماعيل في مباراتي اليابان وأستراليا اللتين انتهت بخسارة العراق بنفس النتيجة 0-1 ليتذيل العراق المركز الخامس الأخير في المجموعة الثانية بفارق 5 نقاط عن صاحب المركز الثالث الأردن.
قرر المدرب الوطني الجديد للعراق راضي شنيشل استدعاء إسماعيل للانضمام إلى تشكيلة العراق المشارك في بطولة اتحاد غرب آسيا لكرة القدم 2014 حيث حل بديلا مكان زميله أحمد فاضل أمام البحرين وأساسيا أمام عمان اللتين انتهت بالتعادل السلبي بدون أهداف ليفشل العراق في التأهل إلى الدور النصف النهائي.
جدد شنيشل استدعاء إسماعيل للانضمام إلى تشكيلة العراق المشارك في بطولة كأس آسيا 2015 في أستراليا وشارك في جميع المباريات أساسيا وساهم في فوز العراق على الأردن 1-0 وفلسطين 2-0 والخسارة من اليابان 0-1 ليحتل العراق المركز الثاني في المجموعة الرابعة ليتأهل إلى الدور الربع النهائي حيث واجه إيران واستطاع التسجيل في مرماهم وكذلك تسجيل ركلة الترجيح الثالثة بنجاح ليقود العراق للفوز على إيران بركلات الترجيح والتأهل إلى الدور النصف النهائي حينها خسر من 0-2 لينتقل للعب على صاحب المركز الثالث حينها خسر للمرة الثانية على التوالي في البطولة من الإمارات 2-3.
قرر المدرب الوطني الجديد للعراق يحيى علوان استدعاء إسماعيل للمشاركة مع العراق في تصفيات كأس العالم 2018 – آسيا المرحلة الثانية حيث ساهم في فوزين للعراق على تايوان مرتين والتعادل مع تايلند وفيتنام ثم تم تغيير المدرب ليتولى عبد الغني شهد تدريب العراق في آخر مباراتين في التصفيات وشارك إسماعيل في تعادل العراق مع تايلند ثم الانتصار على فيتنام ليحتل العراق المركز الثاني في المجموعة السادسة وليتأهل إلى الدور الثالث من التصفيات والتأهل مباشرة إلى نهائيات بطولة كأس آسيا.
مع عودة شنيشل لتدريب العراق مجددا قرر استدعاء إسماعيل للمشاركة في تصفيات كأس العالم 2018 – آسيا المرحلة الثالثة حيث لعب في 7 مباريات من أصل 10 مباريات وساهم في حصد 4 نقاط من خلال الفوز على تايلند والتعادل مع أستراليا والخسارة في 5 مباريات وبالتالي فشل العراق في التأهل إلى الملحق القاري بعدما احتل المركز الخامس بفارق 8 نقاط عن صاحب المركز الثالث أستراليا.
قرر المدرب السلوفيني سريتشكو كاتانيتس استدعاء إسماعيل للانضمام إلى تشكيلة العراق المشارك في بطولة اتحاد غرب آسيا لكرة القدم 2019 في العراق وشارك إسماعيل في مباراتين في دور المجموعات حيث ساهم في فوز العراق على لبنان 1-0 واليمن 2-1 ليتصدر المجموعة الأولى ويتأهل إلى المباراة النهائية وحينها خسر من البحرين بهدف نظيف.
جدد كاتانيتس استدعاء إسماعيل للانضمام إلى تشكيلة العراق المشارك في بطولة كأس الخليج العربي 24 في قطر ولعب أساسيا في المباراة الختامية في دور المجموعات التي انتهت بالتعادل السلبي بدون أهداف مع اليمن ليتصدر العراق المجموعة الثانية ويتأهل إلى الدور النصف النهائي حيث واجه البحرين وشارك إسماعيل بديلا مكان زميله علاء مهاوي وخسر العراق بركلات الترجيح.
كرر كاتانيتس استدعاء إسماعيل للانضمام إلى تشكيلة العراق المشارك في تصفيات كأس العالم 2022 – آسيا الجولة الثانية وشارك في 3 مباريات منها أساسي في مباراتين وساهم في حصد العراق 7 نقاط من خلال الفوز على هونغ كونغ مرتين والتعادل مع البحرين ليحتل العراق في نهاية المطاف المركز الثاني في المجموعة الثالثة وبالتالي تأهل إلى الدور الثالث ونهائبات بطولة كأس آسيا مباشرة.
في 20 يونيو 2020 وعقب انتشار فيديو لإسماعيل وزميله علاء مهاوي عبر مواقع التواصل الاجتماعى خلال حضورهما ورقصهما في إحدى الحفلات استبعد الاتحاد العراقي لكرة القدم اللاعبين من صفوف المنتخب كما تم تغريم كلا منهم 2 مليون دينارعراقي على أن يتم صرفها لرعاية الأسر المتضررة من جائحة كورونا. وقال الاتحاد العراقي لكرة القدم في بيان له بموقع تويتر أنه: "بعد الاطلاع على الفيديو المنتشر في وسائل التواصل الاجتماعى للاعبي المنتخب الوطني لكرة القدم ضرغام إسماعيل وعلاء مهاوي والذي يخالف تعليمات خلية الأزمة الصحية فيما يتعلق بالحجر المنزلي وعدم الاختلاط بالأخرين والابتعاد عن التجمعات فضلا عن المساهمة في التقليل والاستهزاء من خطورة الوباء الخطير الذى يهدد العالم بأسره قرر الاتحاد اتحاد الكرة العراقي وبعد التشاور مع المدير الفني للمنتخب الوطني ستريشكو كاتانيتش إبعاد اللاعبين ضرغام إسماعيل وعلاء مهاوي عن صفوف المنتخب الوطني مع فرض غرامة مالية 2 مليون دينار عراقي على كل لاعب على أن ييتم استثمار المبالغ في دعم العوائل المتضررة من جائحة كورونا".
في 18 أكتوبر 2020 تم رفع العقوبة عن إسماعيل ومهاوي.
في تصفيات كأس العالم 2022 – آسيا الجولة الثالثة شارك في 4 مباريات منها أساسي في 3 مباريات وساهم في حصد العراق 5 نقاط من خلال الفوز على الإمارات والتعادل مع كوريا الجنوبية والسعودية والخسارة من إيران ليحتل العراق المركز الرابع في المجموعة الأولى بفارق 3 نقاط عن صاحب المركز الثالث الإمارات المؤهل إلى الدور الرابع.
قرر المدرب الإسباني الجديد للعراق خيسوس كاساس استدعاء إسماعيل للمشاركة مع العراق في بطولة كأس الخليج العربي 25 في العراق وشارك إسماعيل أساسيا في جميع المباريات باستثناء في مباراة واحدة في دور المجموعات وساهم في تعادل العراق مع عمان 0-0 ثم فوز العراق على السعودية 2-0 وعلى اليمن 5-0 ليتصدر المجموعة الأولى ويتأهل إلى الدور النصف النهائي حيث فاز على قطر 2-1 في الوقت الإضافي ليتأهل إلى المباراة النهائية حيث واجه عمان مجددا واستطاع التغلب عليه بنتيجة 3-2 في الوقت الإضافي وليحقق العراق البطولة للمرة الرابعة في تاريخه وللمرة الأولى منذ عام 1988 وليحقق إسماعيل ثاني بطولاته الدولية.

## إحصائيات

### الاهداف الدولية مع المنتخب
| #  | التاريخ              | المكان                                | الخصم          | عدد الاهدف | النتيجة | المناسبة               |
| -- | -------------------- | ------------------------------------- | -------------- | ---------- | ------- | ---------------------- |
| 1  | 12 كانون الثاني 2013 | ملعب مدينة خليفة الرياضية، مدينة عيسى | اليمن          | 1–0        | 2–0     | كأس الخليج العربي 21   |
| 2  | 23 كانون الثاني 2015 | ملعب كانبرا، كانبرا                   | إيران          | 3–2        | 3–3     | كأس آسيا 2015          |
| 3  | 17 تشرين الثاني 2015 | الملعب الوطني، كاوهسيونغ              | تايبيه الصينية | 1–0        | 2–0     | تصفيات كأس العالم 2018 |
| 4. | 18 آذار 2022         | ملعب المدينة الدولي، بغداد            | زامبيا         | 1–0        | 3–1     | ودية                   |

## الجوائز والإنجازات

### الأندية
- الشرطة (3)
  - الدوري العراقي الممتاز (2): 2013/2012 - 2019/2018
  - كأس السوبر العراقي (1): 2019
- تشايكور ريزه سبور (1)
  - دوري الدرجة الأولى (1): 2018/2017

### المنتخبات
- العراق تحت 23 سنة (1)
  - كأس آسيا تحت 23 سنة (1): 2013
- العراق
  - كأس الخليج العربي (1): 2023

## روابط خارجية
- ضرغام إسماعيل على موقع الاتحاد الدولي (مؤرشف)  (الإنجليزية)
- ضرغام إسماعيل على موقع اتحاد تركيا (لاعب) (الإنجليزية)
- ضرغام إسماعيل على موقع قاعدة بيانات كرة القدم.إي يو (الإنجليزية)
- ضرغام إسماعيل على موقع ناشيونال فوتبول تيمز (الإنجليزية)
- ضرغام إسماعيل على موقع Soccerway.com (الإنجليزية)
- ضرغام إسماعيل على موقع عالم كرة القدم.نت (الإنجليزية)
- ضرغام إسماعيل على موقع أوليمبيديا (الإنجليزية)